# Serrat de Sant Miquel (Vilanova de l'Aguda)
|  | Aquest article tracta sobre muntanya de la Noguera. Vegeu-ne altres significats a «Serrat de Sant Miquel». |

El Serrat de Sant Miquel és una serra situada al municipi de Vilanova de l'Aguda a la comarca de la Noguera, amb una elevació màxima de 637 metres.